# Kostoski – Međunarodni Festival
Kostoski međunarodni festival (folklora, mažoretkinje, orkestri, zbor, moderni ples) je festival koji se svake godine održava u Ohridu, u više termina u prolječe, ljeto i jesen.  Festival je osnovan u 2019 godinu i ima puno sudionika iz cijelog svijeta.
Na festival nastupaju:
- Kulturno umetnički društva
- Mažoretkinje
- Zborova
- Orkestri
- Ansambli suvremenog plesa

i dr.
Kostoski međunarodni festival organizuje Kostoski turistički biro Ohrid. Cilj "Kostoski" međunarodni festival je prikazati kulturu, glazbu, nošnje, pjesme, kola i tradiciju različitih država diljem svijeta, a uz to i steći nova prijateljstva, nove veze među sudionicima te upoznavanje s ljepotama Ohrida i Ohridskog jezera. 
Ne postoji ograničenje zbog godina, festival je revijalnog karaktera može svako da nastupi, također nije ograničen broj sudionika u grupi.
Pored nastupa, sudionici festivala u slobodnog vremena također imaju obilazak grada Ohrida I samostan Sv. Naum s turističkim vodičem.
Na završnoj večeri svaka grupa dobije poklon i Diploma za sudjelovanje na festival.

## Vanjske poveznice
- Kostoski međunarodni festival web stranica
- KOSTOSKI – MEĐUNARODNI FESTIVALI FOLKLORA OHRID - MAKEDONIJA 2019  Arhivirana inačica izvorne stranice od 7. kolovoza 2020. (Wayback Machine)
- KOSTOSKI INTERNATIONAL FESTIVALS
- [neaktivna poveznica]
- MEDNARODNI FESTIVAL NA OHRIDU
- “Kostoski” Međunarodni festival na obalama Ohridskog jezera